# Pinuccia Nava
Pinuccia Nava, nacida Giuseppina Ciocca (Roma 1920-Milán, 2006), fue una actriz, payaso y corista italiana. Estrella popular del cine y del teatro de revista de 1940 y 1950, y fue especialmente conocida por ser el payaso Scaramacai.

## Trayectoria
Nació en Roma pero creció en Milán. Se crio en un ambiente artístico, su madre, Giorgina Nava, provenía de una familia de acróbatas y su padre, Giuseppe Ciocca, fue un actor de café-concert, cuyo nombre atrístico fue Brugnoletto, un apodo que le fue atribuido por el poeta Trilussa. Nava comenzó su carrera desde muy joven, apoyando a su padre. Trabajó para la radio y el cine. 
Con sus hermanas Diana y Lisetta, formó el trío cómico y vocal Sorelle Nava, que actuaban en el avanspettacolo. Desempeñaba el papel de la actriz del grupo, mientras que Diana era la corista del trío y Lisetta interpretaba a una excéntrica bailarina. En 1943, en plena Segunda Guerra Mundial, las hermanas Nava se unieron al actor Nino Taranto para representar la versión teatral de la novela La novela de un joven pobre (película de 1942) filmada el año anterior por Guido Brignone. Dos años más tarde, actuaron junto a Carlo Campanini y Alberto Rabagliati en Pirulì Pirulì, un espectáculo del dúo Garinei y Giovannini. En 1947 representaron Le educande di San Babila, donde actuaron con Erminio Macario. Las actuaciones de las hermanas Nava continuaron con una serie de giras teatrales que las llevaron al extranjero, donde alcanzaron un gran éxito, especialmente en España. 
En 1952, tras el fin de la guerra, llevaron a los escenarios una sátira del fascismo y de su líder Benito Mussolini, con un espectáculo cuyo título es un verso de la ópera Tosca: Dinanzi lo tiene... Tres naves de toda Roma. Durante la temporada teatral de 1953-1954, las hermanas Nava, al frente de su propia compañía, presentaron el espectáculo Tre per tre Nava, integrando al grupo a la cuarta hermana, Tonini (Antonietta). La temporada siguiente, la 1955-1956, que finalizó con la disolución de la compañía, representó un nuevo espectáculo titulado Casanova en casa Nava.
Es en este contexto que Nava decidió interpretar el personaje de Scaramacai, un divertido payaso con acentos guturales, creado por Umberto Simonetta y Guglielmo Zucconi. Inspiró a Sandra Mondaini con su personaje de Sbirulino.
Tras la disolución de la compañía de las cuatro hermanas, se abrió una nueva carrera para Nava, encaminada por el circo, con la recuperación del personaje de Scaramacai para la televisión italiana. El personaje se puede encontrar en varias series de Carosello emitidas entre 1957 y 1966, producidas por General Film para promocionar la agencia Clan. El Carosello representa a Scaramacai en el circo con otros actores o en otros escenarios. Una última serie producida por los hermanos Nino y Toni Pagot se emitió en 1967, en la que Scaramacai es el encargado de enseñar buenos modales a los niños. Además del papel de Scaramacai, también fue protagonista de otro Carosello en 1957 para la línea Tintal de la compañía Max Meyer, en la serie Il padrone sono io producida por Adriática Film, dirigida por Vieri Bigazzi y Mario Fattori y en parte con guion de la propia Nava. En Carosello, interpretó a una mujer decidida a pintar una casa, contando historias con su marido o su hijo como protagonistas. Estas historias fueron luego puestas en escena en forma de analepsis.  Nava se dedicó a los programas infantiles de televisión, alternando con espectáculos de teatro en prosa, a la vez que se presentaba en alguna salida estival ocasional, como sucedió en 1957 cuando montó una nueva revista, È arrivata una Nava carica di...
Luego trabajó para la RAI hasta 1971, antes de retirarse definitivamente de los escenarios. Murió el 22 de junio a la edad de 86 años.

## Filmografía

### Actriz de cine
- 1946 : Mi hijo profesor ( Mio figlio profesore ) de Renato Castellani
- 1955 : I pinguini ci guardano de Guido Leoni
- 1954 : Assi alla ribalta (él) por Ferdinando Baldi
- 1961 : El proxeneta ( Il mantenuto ) de Ugo Tognazzi

### Actriz de televisión
- 1961 : La aventura de un pagliaccio - Miniserie de TV
- 1962 : Scaramacai y la Befana, dirigida por Gianni Serra (él) - Película para televisión
- 1963 : Scaramacai y la isola beata, dirigida por Alda Grimaldi (él) - Miniserie de televisión
- 1963 : Historia de un pagliaccio, Scaramacai e la bambola, dirigida por Maria Maddalena Yon (él)

#### Carosello
- 1957: Los colores tintales de Max Meyer[8]
- 1957-1966: Dulces Golia de Caremoli (en 1957 con Tonino Micheluzzi, en 1958 con Aldo Giuffré, en 1966 con Talita Pool y en 1967 con Elio Crovetto).

## Discografía (selección)
- 1960 - Scaramacai No.1
- 1960 - Scaramacai N. 2
- 1961 - Scaramacai N. 3
- 1963 - La canción del scaramacai
- 1963 - La canción del scaramacai